# Kawasaki Frontale
Kawasaki Frontale (Japans: 川崎フロンターレ, Kawasaki Furontāre) is een Japanse club uit Kawasaki die uitkomt in de J1 League.

## Geschiedenis
De ploeg werd opgericht in 1955 als Fujitsu Soccer Club, het bedrijfsteam van de Japanse high tech fabrikant Fujitsu. De club had echter weinig succes in haar geschiedenis. Sporadisch deed het mee om een grote prijs, maar vanaf begin jaren 70 was de club nooit meer terug te zien op het hoogste niveau, in de Japan Soccer League.
Bij de oprichting van de J-League in 1992 meldde de club zich aan voor de Japan Football League (JFL) en veranderde het de clubnaam in Kawasaki Fujitsu. Op 21 november 1996 werd de naam veranderd naar het huidige Kawasaki Frontale. Frontale is het Italiaanse woord voor vooraan/vooruit en is zowel een aanmoediging als een wens voor een aanvallende speelstijl.
In 1999 kreeg de club met de oprichting van de J-League 2 een plaatsje in de op een na hoogste Japanse profdivisie en wist het gelijk promotie af te dwingen. Het optreden in de J-League was echter van korte duur: al na een jaar degradeerde de ploeg weer. In 2005 keerde de ploeg weer terug op het hoogste niveau, in 2006 bereikte de club de tweede plaats in de competitie waardoor het dit jaar mag uitkomen in de AFC Champions League.

## Erelijst

### J1 League
- Winnaar: 2017, 2018

### J2 League
- Winnaar: 1999 en 2004

### J-League Cup
- Verliezend finalist: 2000 en 2007

### Emperor's Cup
- Winnaar: 2020
- Verliezend finalist in 2016

## Eindklasseringen
- Eerst wordt de positie in de eindranglijst vermeld, daarna het aantal teams in de competitie van het desbetreffende jaar. Voorbeeld 1/18 betekent plaats 1 van 18 teams in totaal.

| Jaar | J1    | J2   |
| ---- | ----- | ---- |
| 1999 |       | 1/10 |
| 2000 | 16/16 |      |
| 2001 |       | 7/12 |
| 2002 |       | 4/12 |
| 2003 |       | 3/12 |
| 2004 |       | 2/12 |
| 2005 | 8/18  |      |
| 2006 | 2/18  |      |
| 2007 | 5/18  |      |
| 2008 | 2/18  |      |
| 2009 | 2/18  |      |

## Bekende (ex-)spelers
- Eiji Kawashima
- Yoshito Okubo
- Junichi Inamoto
- Takayuki Morimoto
- Kengo Nakamura
- Takayuki Suzuki
- Toyohito Mochizuki
- Kazuyoshi Nakamura
- Satoru Yamagishi
- Toshihiko Okimune
- Tetsuya Asano
- Teruo Iwamoto
- Shinkichi Kikuchi
- Koji Noguchi
- Yasuyuki Moriyama
- Naoki Soma
- Atsushi Yoneyama
- Yoshinobu Minowa
- Kazuki Ganaha
- Shuhei Terada
- Koji Yamase
- Yu Kobayashi
- Shogo Taniguchi
- Ryota Oshima
- Tomonobu Yokoyama
- Givanildo Vieira de Souza
- Paulo César Fonseca do Nascimento
- Mazinho Oliveira
- Gilberto Carlos Nascimento
- Jung Sung-Ryong
- Momodu Mutairu
- Jorge Dely Valdés
- Guido Alvarenga
- Jong Tae-Se
- Emerson Sheik